# Czas dojrzewania
Czas dojrzewania – polski dramat obyczajowy z 1984 roku w reż. Mieczysława Waśkowskiego.
Lokacja: Gdańsk.

## Opis fabuły
Polska lat 80. XX wieku, Trójmiasto. Romek, ksywa "Robol", ciężko pracuje w stoczni. Pewnego dnia, w hotelu robotniczym w którym mieszka, zjawia się jego sympatia z rodzinnej wsi – 17-letnia Małgośka. Jak się później okazuje, dziewczyna uciekła z domu okradając ojca badylarza na znaczną sumę pieniędzy. Wkrótce poszukuje jej milicja. Romek, narażając się na wrogość ze strony kolegów i różne inne kłopoty usiłuje jej pomóc. Jednak Małgosia woli łatwe życie i wkrótce popada w środowisko narkomanów. Jej przygoda w wielkim mieście kończy się tragicznie – pewnego dnia zostaje znaleziona martwa na klatce schodowej jednej z melin narkomanów. Lekarze stwierdzają przedawkowanie "kompotu".

## Obsada aktorska
- Maria Probosz – Małgosia
- Jan Jurewicz – Romek
- Marek Probosz – narkoman Krzysztof
- Arkadiusz Bazak – funkcjonariusz MO
- Bożena Dykiel – siostra Romka
- Piotr Godzieba – Zyga, przyjaciel Romana
- Bogdan Izdebski – Jaroń
- Grzegorz Kruszewski – Adaś, przyjaciel Romana
- Gustaw Kron – taksówkarz
- Anna Dauksza – właścicielka pensjonatu
- Igor Mielczarek – Smolarz, przyjaciel Romana
- Adam Probosz – narkoman Mały
- Bogusław Sochnacki – ojciec Romana
- Franciszek Trzeciak – ojciec Gosi
- Wojciech Brzozowicz – majster Szalewicz
- Igor Michalski – Smolarz, przyjaciel Romana

i inni.

## Muzyka
Ścieżkę dźwiękową do filmu skomponował znany polski instrumentalista – Józef Skrzek. Rozbudowana ilustracja muzyczna – 18 utworów – została wydana na płycie w 2009 roku pod tytułem filmu. W filmie wykorzystano również piosenkę pt. Ogniowe strzelby w wykonaniu popularnej w Polsce w I połowie lat 80. grupy Klaus Mitffoch.